# Czekolada różowa
Czekolada różowa (czekolada rubinowa, ruby) – czekolada o różowym kolorze i owocowym lekko kwaśnym smaku, która pojawiła się na rynku w 2017 roku.

## Charakterystyka

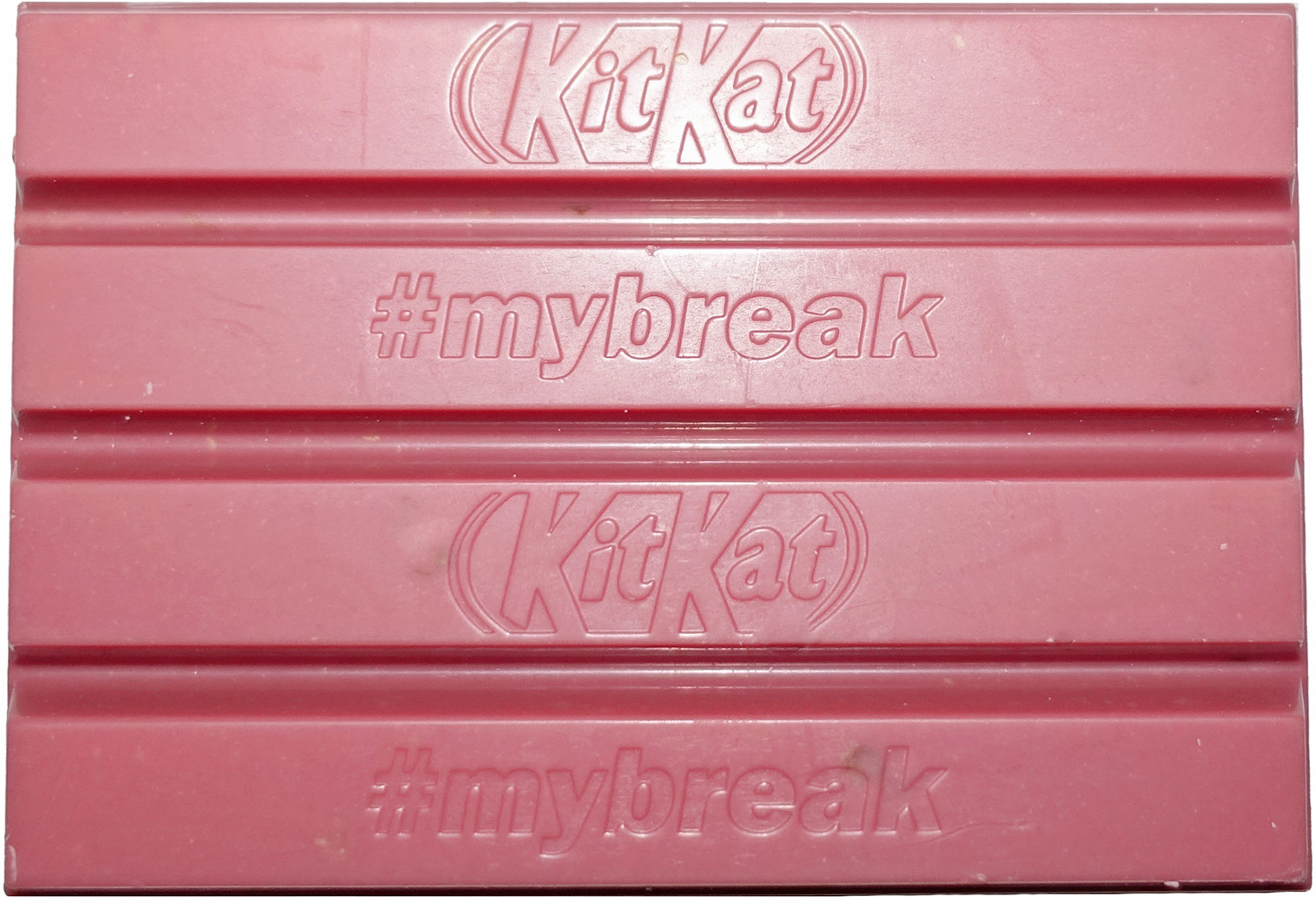
Batonik Kit Kat w polewie z różowej czekolady

Kolor i charakterystyczny aromat różowej czekolady powstaje podczas obróbki ziaren kakaowca, z których jest wytwarzana. Nie dodaje się sztucznych barwników ani substancji smakowo-zapachowych. Może zawierać śladowe ilości orzechów i glutenu.
Różowa czekolada znajduje się w sprzedaży na rynku europejskim, azjatyckim, australijskim i nowozelandzkim. W Stanach Zjednoczonych można ją kupić pod nazwą ruby couverture, gdyż oczekuje na oficjalne przyznanie jej nazwy czekolada przez FDA.

## Produkcja
Różowa czekolada jest produkowana z ziaren kakaowca uprawianego w Ekwadorze, Brazylii i na Wybrzeżu Kości Słoniowej, z których podczas procesu produkcji otrzymuje się charakterystyczny kolor i smak.
Metoda jej produkcji została opatentowana. Prace nad opracowaniem jej technologii produkcji trwały ponad 10 lat.
Właścicielem patentu i jedynym dostawcą różowej czekolady jest Barry Callebaut ze szwajcarskiej firmy Callebaut.

## Przechowywanie
Różowa czekolada jest wrażliwa na wilgoć, utlenianie i światło słoneczne, dlatego powinna być przechowywana w oryginalnym opakowaniu, aby zachować kolor i kształt.

## Zastosowanie
Różowa czekolada może być wykorzystywana w produkcji różnych wyrobów cukierniczych: pralin, batonów, czekoladek, herbatników czy donutów. Łatwo łączy się ze składnikami rozpuszczalnymi w tłuszczach, natomiast wymaga ostrożności podczas pracy z komponentami rozpuszczalnymi w wodzie. Jest nietrwała podczas pieczenia i nie nadaje się do wyciskania w wytłaczarkach.